# Coffea buxifolia
Coffea buxifolia är en måreväxtart som beskrevs av Auguste Jean Baptiste Chevalier. Coffea buxifolia ingår i släktet Coffea och familjen måreväxter. Inga underarter finns listade i Catalogue of Life.